# 白坂昌棟
白坂 昌棟（しらさか まさむね）は、戦国時代から安土桃山時代にかけての武将。北原氏、島津氏の家臣。

## 略歴
白坂氏は先祖代々北原氏に随身し、昌棟は踊の地頭及び横川城主を務めていた。永禄2年（1559年）、北原氏の家督と領地が日向の伊東義祐に簒奪され、更に永禄5年（1562年）飯野城主・北原兼孝が義祐に殺害されると、昌棟は義祐に従うのを良しとせず薩摩の島津義弘へ誼を通じる。そして、自らの領地を献上した上でその家臣となった。
以後は、島津家臣として真幸院吉田の地頭に任じられ、文禄・慶長の役には三人の息子と共に朝鮮へ渡海している。後年は加治木へ移住、子孫は薩摩藩の加治木衆として存続した。